# Betty Ford
Elizabeth Ann Bloomer Warren Ford, blot kendt som Betty Ford (født 8. april 1918 i Chicago, Illinois, død 8. juli 2011 i Palm Springs i Californien) var en amerikansk kvinde, der i kraft af sit ægteskab med Gerald Ford var landets førstedame i perioden 1974-1977. Siden 2006 var hun enke.
Betty Ford var grundlæggeren af og den første bestyrelsesforkvinde for Betty Ford Centeret for substansmisbrug og afhængighed. Hun modtog sammen med sin mand Gerald Ford Congressional Gold Medal den 21. oktober 1998, samt fik overrakt Presidential Medal of Freedom af George H.W. Bush i 1991.